# Hand in My Pocket
«Hand in My Pocket» es una canción de Alanis Morissette escrita por esta junto a Glen Ballard quien también la produjo. Fue lanzada como segundo sencillo del tercer álbum de estudio de Alanis Jagged Little Pill y se convirtió en el segundo hit de Alanis en tener éxito en el Billboard llegando al número cuatro en la lista del Top 40 Mainstream.
"Hand in My Pocket" es un tema optimista en el que Morissette habla de sus contrastes, de los distintos estados de ánimo en los que se encuentra a lo largo del día.

## Lista de canciones
1. «Hand in My Pocket» - 3:39
2. «Head over Feet» [Live Acoustic] - 4:09
3. «Not the Doctor» [Live Acoustic] - 3:57

## Cultura popular
"Hand in My Pocket" sirvió como tema en el episodio piloto no emitido de la serie de televisión Dawson's Creek, pero Morissette decidido no tener que utilizar como el tema después de que el show fue recogido.
La canción "Hand in My Pocket" fue presentada en el episodio Jagged Little Tapestry en la serie de televisión Glee.

## Vídeo musical
En el vídeo se puede ver a Morissette conduciendo un auto en medio de un desfile. Transcurre totalmente en blanco y negro con movimientos en cámara lenta.

## Versión acústica de 2005
En 2005 Morissette lanzó una versión acústica de Jagged Little Pill titulado Jagged Little Pill Acoustic. "Hand in My Pocket" fue el primer sencillo del álbum y su video se estrenó en julio de 2005. Al realizar esta versión del tema 10 años después de su publicación inicial en 1995 Morissette menciona lo siguiente: 

"Esta canción tiene una dulzura que he vuelto a constatar al tocarla de nuevo. Esta versión tiene una suave melancolía gracias a un ligero cambio de acordes. Siento que esta versión describe con más exactitud el momento en el que me encuentro ahora".

### Lista de canciones
1. Hand in My Pocket [Live Acoustic]

## Posicionamiento
| Listas (1995)                         | Posicionamiento |
| ------------------------------------- | --------------- |
| Australian Singles Chart              | 13              |
| Canadian Singles Chart                | 1               |
| UK Singles Chart                      | 26              |
| U.S. Billboard Hot 100 Airplay        | 15              |
| U.S. Billboard Adult Top 40           | 25              |
| U.S. Billboard Mainstream Rock Tracks | 8               |
| U.S. Billboard Modern Rock Tracks     | 1               |
| U.S. Billboard Top 40 Mainstream      | 4               |
| Listas (1996)                         | Posicionamiento |
| U.S. Billboard Adult Contemporary     | 30              |
| Listas (2005)                         | Posicionamiento |
| España Los 40 Principales             | 7               |